# 阜阳工商贸易学校
阜阳工商贸易管理学校是于1994年经安徽省阜阳行署教委批准，由校长牛利民创办的一所民办中等职业学校。坐落于阜阳市经济技术开发区。2002年更名为阜阳工商贸易学校，学生或外界常称为“工贸学校”。

## 曾获荣誉
- 2005年  被安徽省教育厅评为“安徽省示范中等职业学校”
- 2005年  经阜阳市劳动和社会保障局批准设立“国家职业技能鉴定所”
- 2005年2月  被阜阳市教育局评为“2004年度中职招生工作评比一等奖"
- 2006年5月  被阜阳市环境保护局和阜阳市教育局评为“阜阳市绿色学校”
- 2007年6月  被安徽省劳动和社会保障厅评为“安徽省农民工培训定点机构”
- 2008年11月  被阜阳市教育局评为“阜阳市中等职业学校计算机应用示范专业”和“电工电子示范专业”
- 2009年3月  被阜阳市教育局评为“阜阳市2008年中职招生工作一等奖”
- 2009年3月  获阜阳市2009年中职学校技能大赛二等奖和优秀组织奖

## 外界评价
自创校16年来，向外输送了大批经过培训的新生代农民工，为皖北的职教发展作出了贡献。但因学校师资和硬件条件有限或学生素质的原因，社会各界或学生本身对学校评价不一。